# Aeropuerto de Belgrado-Nikola Tesla
El Aeropuerto de Belgrado-Nikola Tesla (en serbio: Аеродром Београд - Никола Тесла o Aerodrom Beograd - Nikola Tesla) (IATA: BEG, OACI: LYBE) es conocido también como aeropuerto de Surčin (Сурчин).
El aeropuerto, nombrado en honor del científico Nikola Tesla, está situado 12 km al oeste del centro de Belgrado, en el municipio de Surčin, rodeado de fértiles tierras bajas de Vojvodina. Los pasajeros del lado derecho de los aviones que descienden desde el este tienen una vista espectacular del centro de la ciudad de Belgrado, especialmente de los distritos de Čukarica y Novi Beograd. El viento entorpece las maniobras de aterrizaje en algunas ocasiones, en las que los aviones son desviados a Niš, al Aeropuerto Internacional Constantino el Grande, que se encuentra unos 230 km al sur. 
La aerolínea nacional Air Serbia utiliza el Aeropuerto de Belgrado-Nikola Tesla como su principal aeropuerto. Las compañías aéreas vip Pink, Jat Airways AVIO taxi y Prince Airlines también utilizan este aeropuerto como base principal.

## Historia
El primer aeropuerto internacional de Belgrado (también conocido como Aeropuerto Dojno Polje) fue inaugurado en marzo de 1927 en el terreno que ocupa actualmente Novi Beograd. Desde febrero de 1928 los aviones de propiedad de la primera línea aérea serbia, Aeroput (Jat Airways), empezaron a despegar del nuevo aeropuerto. La pista de aterrizaje del aeropuerto constaba de cuatro pistas de hierba de entre 1.100 y 2.900 m de largo. Un moderno edificio terminal se construyó en 1931, y en 1936 fue instalado el equipo necesario para permitir aterrizajes con escasa visibilidad. 
Además de Aeroput (Jat Airways), Air France, Lufthansa, KLM y British Airways, líneas aéreas procedentes de Italia, Austria, Hungría, Rumania y Polonia, también utilizaron el aeropuerto hasta la Segunda Guerra Mundial. A partir de abril de 1941, las fuerzas de ocupación alemana utilizaron este aeropuerto. En 1944 los Aliados lo bombardearon, y en octubre del mismo año, el ejército alemán destruyó el resto de las instalaciones durante su retirada.

### El aeropuerto de Belgrado después de la Segunda Guerra Mundial
El aeropuerto fue reconstruido en octubre de 1944 y hasta el final de la guerra fue utilizado por la Unión Soviética y Yugoslavia, como parte del esfuerzo de guerra Aliada. 
El constante aumento del tráfico aéreo y la aparición de aviones de pasajeros a reacción exigió una importante ampliación del aeropuerto. Tras la confección del plan para edificar el distrito de Novi Beograd en este lugar, se decidió la construcción de un nuevo aeropuerto internacional cerca del pueblo de Surčin. El último vuelo del antiguo aeropuerto fue a principios de 1964.

### Construcción de un nuevo aeropuerto

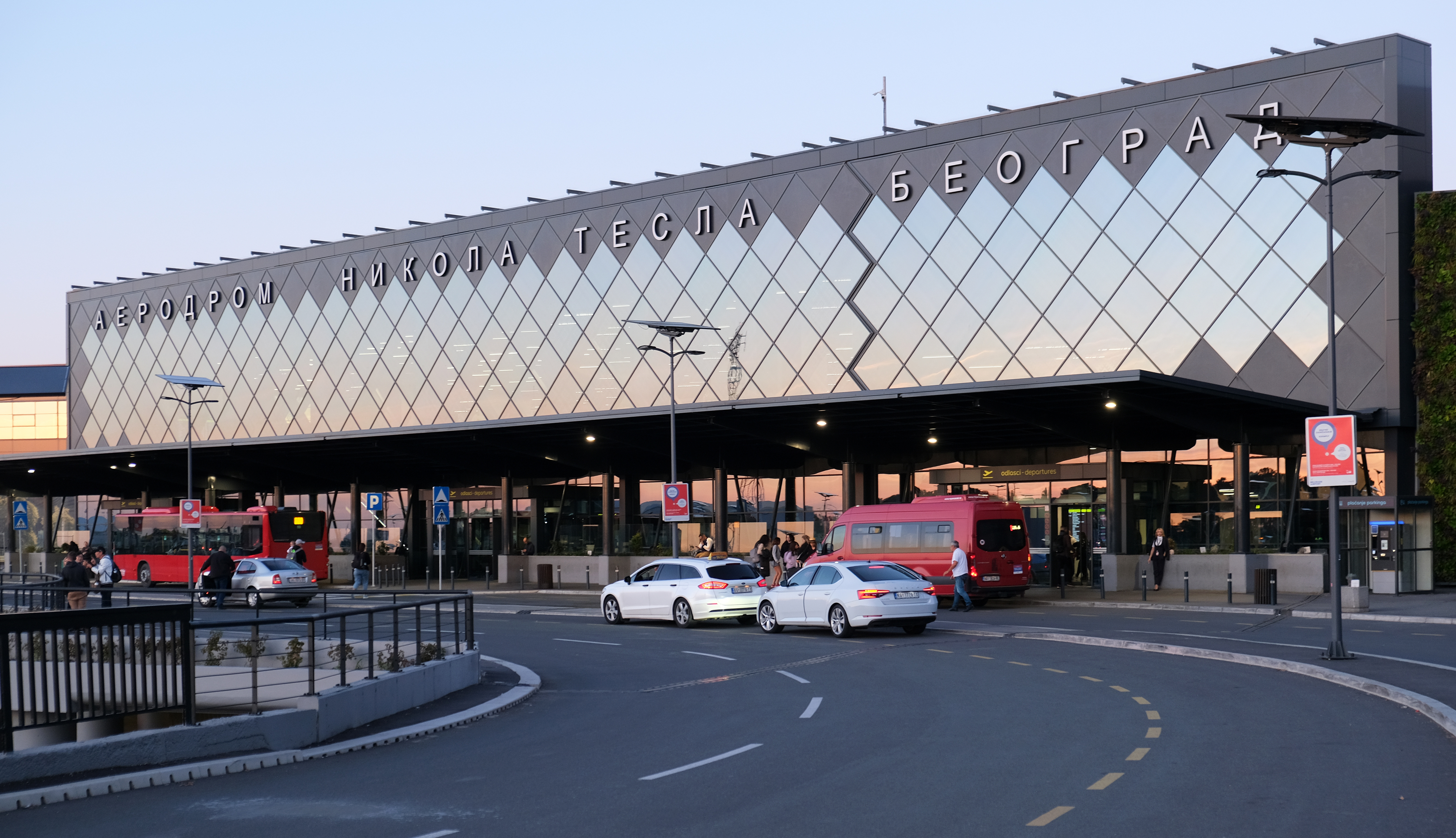
Aspecto de la terminal principal del aeropuerto.

Durante los primeros años de la posguerra en Belgrado, la construcción del moderno aeropuerto se convirtió en una prioridad social y económica. Los estudios de ingeniería básica e investigación se iniciaron en 1947, pasando a formar parte del Plan General de la ciudad. Este documento de innegable importancia histórica para Belgrado definía claramente el futuro del tráfico aéreo y el papel del aeropuerto de Belgrado dentro de la antigua Yugoslavia y la red de transporte aéreo internacional. 
La nueva ubicación para el aeropuerto estaba en la meseta Surčin, a 12 km del centro de la ciudad. [3] Tras la planificación original y los estudios correspondientes, dos importantes condiciones previas para el desarrollo aeroportuario, se eligió el lugar ideal, contando con la navegación, la meteorología, la construcción, la técnica, y las necesidades del tráfico, además de las necesidades del desarrollo del aeropuerto a largo plazo.

### Modernización

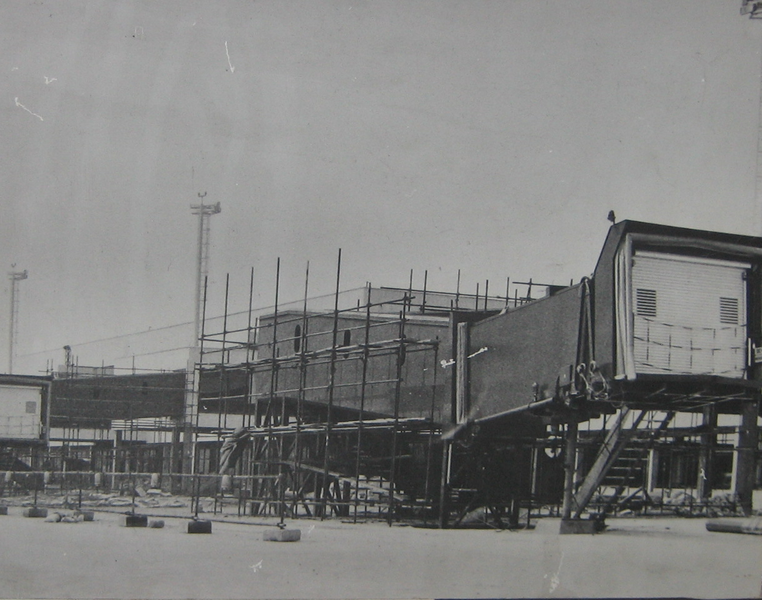
Modernización del aeropuerto en 1980.

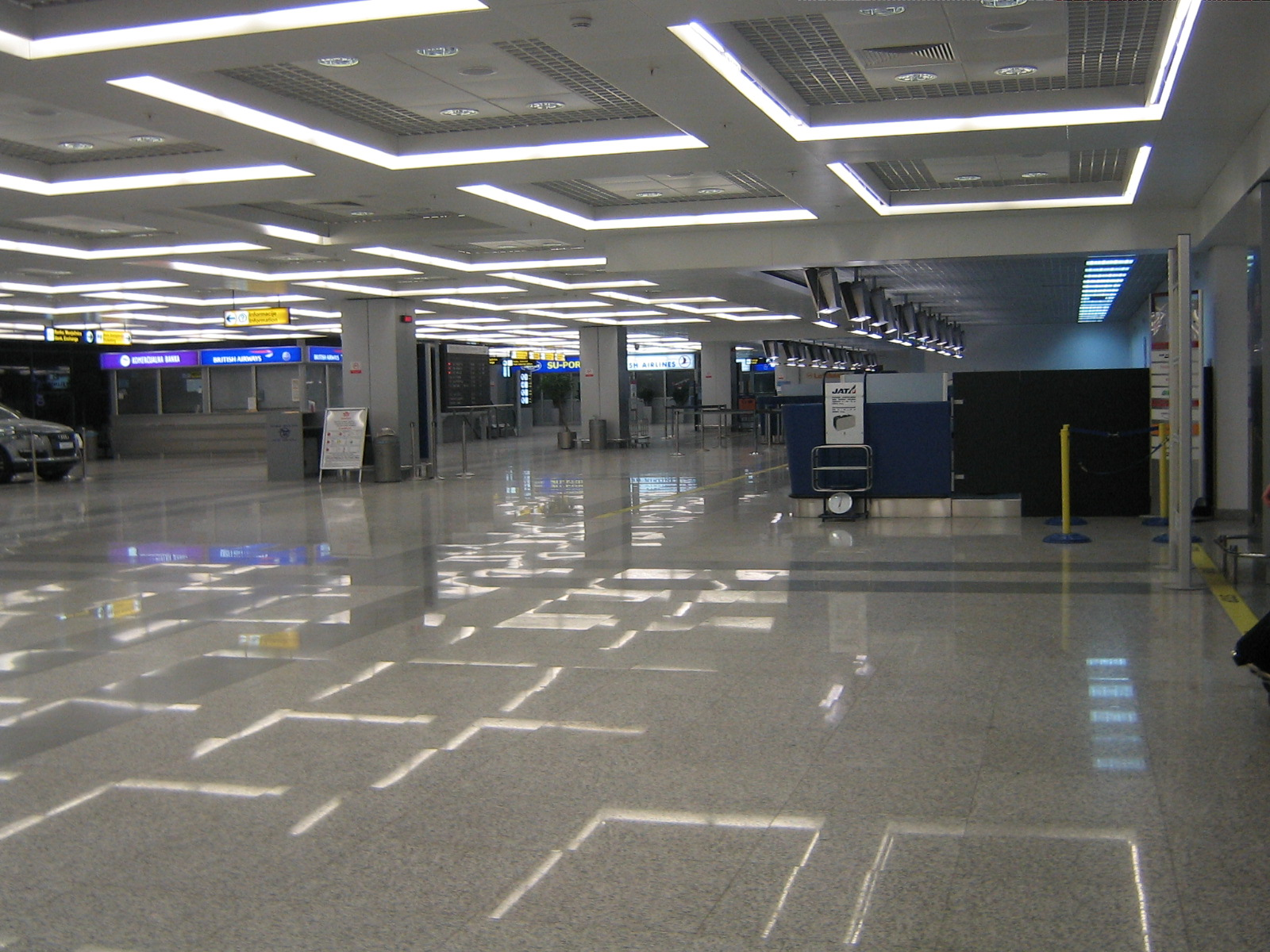
Check in en Terminal 2, 2007.

La pista está dotada del CAT IIIb, actualizada en octubre de 2005, y forma parte de un gran proyecto de renovación. El CAT IIIb es el más moderno sistema de seguridad para aterrizajes con niebla y tormentas. Aunque este sistema está instalado no es plenamente operativo, ya que nunca fue licenciado por las autoridades responsables. [5] 
En año 2006 el aeropuerto cambió su nombre original por Aeropuerto de Belgrado-Nikola Tesla. Nikola Tesla fue un inventor serbio, un ingeniero eléctrico muy importante a nivel mundial.
El aeropuerto recibió su 20.000.000 de pasajeros el 14 de noviembre de 2006 [8], y embarcó un total de 2.222.445 pasajeros antes de finales de año; produciéndose un incremento del 9% desde 2005. [9] 
El restablecimiento de los vuelos transatlánticos se produjo el 19 de junio de 2007, con vuelos regulares de la compañía canadiense Skyservice a Toronto con un Boeing 757-200. Se trata del primer vuelo transatlántico previsto desde 2005. [10] 
En agosto de 2007, la administración del aeropuerto anunció que en los próximos cuatro años la Terminal 2 se ampliaría, así como las plazas de aparcamiento para los aviones. La gestión también ha anunciado que tiene previsto comenzar la construcción de una segunda pista en el año 2011. [11] 
Muchas compañías han aplazado nuevos servicios previstos a Belgrado, principalmente debido a las restricciones en materia de visados y la burocracia ejercida sobre los ciudadanos serbios por la Unión Europea. Se espera que una eventual eliminación de estas restricciones, tenga un notable impacto en el número de vuelos.
En 2018, Vinci ganó la concesión del aeropuerto por 25 años. En ese tiempo las instalaciones serán renovadas y ampliadas. La pista existente será renovada y una nueva va a ser construida.

## Terminales
El aeropuerto de Belgrado-Nikola Tesla tiene dos terminales, con una reconstruida Terminal 2 abierta desde el 14 de mayo de 2006. 

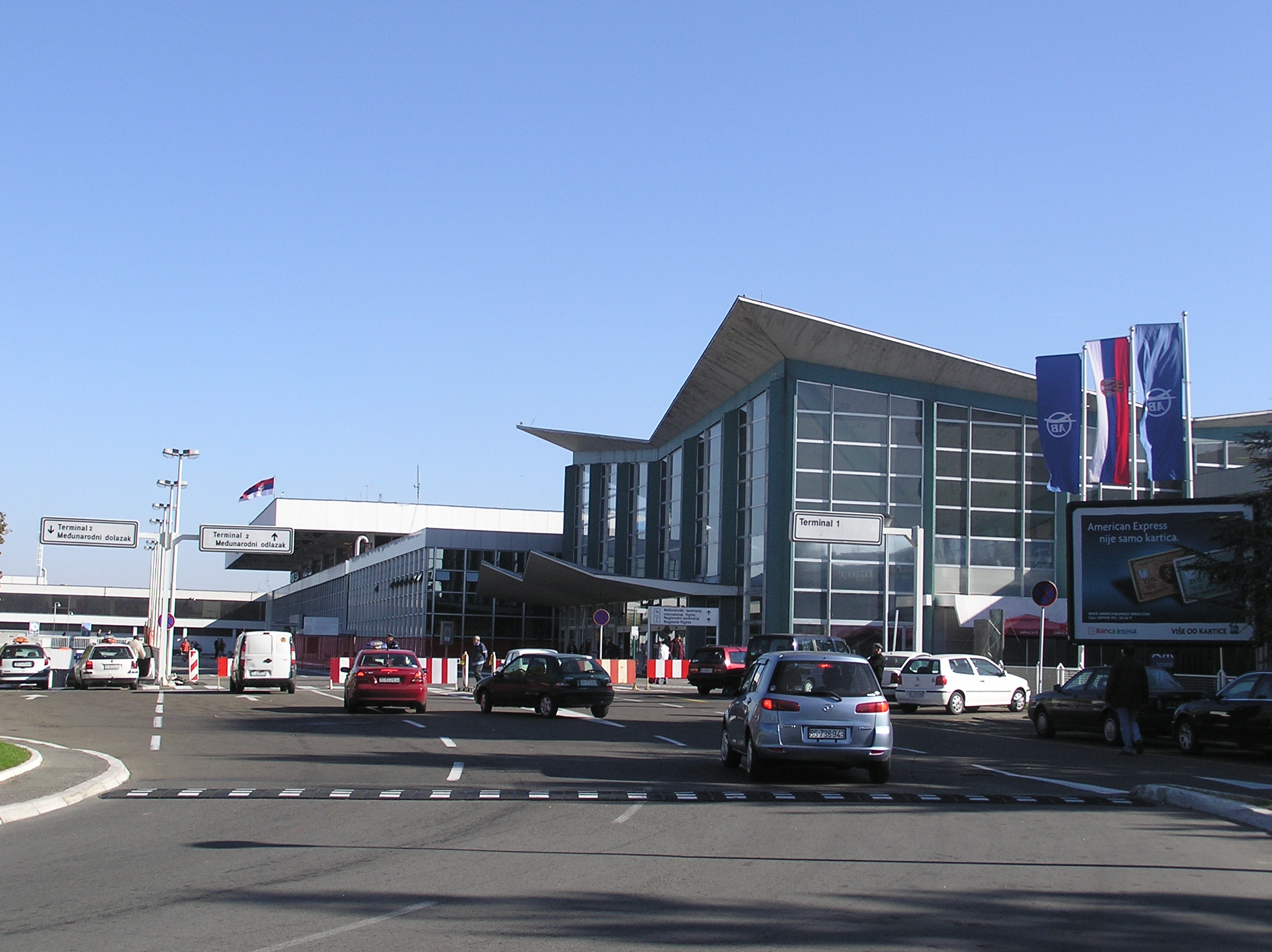
Terminal 1 exterior

## Aerolíneas y destinos

### Destinos nacionales
| Ciudades | Aeropuerto                              | Aerolíneas |
| Serbia   | Serbia                                  | Serbia     |
| -------- | --------------------------------------- | ---------- |
| Niš      | Aeropuerto Constantino el Grande de Niš | Air Serbia |

### Destinos internacionales
| Egipto                 |                                                         |                                                                                           |
| Hurgada                | Aeropuerto Internacional de Hurghada                    | Air Cairo                                                                                 |
| Norteamérica           |                                                         |                                                                                           |
| Estados Unidos         |                                                         |                                                                                           |
| Chicago                | Aeropuerto Internacional O'Hare                         | Air Serbia                                                                                |
| Nueva York             | Aeropuerto Internacional John F. Kennedy                | Air Serbia                                                                                |
| Asia                   |                                                         |                                                                                           |
| Catar                  |                                                         |                                                                                           |
| Doha                   | Aeropuerto Internacional Hamad                          | Qatar Airways                                                                             |
| China                  |                                                         |                                                                                           |
| Cantón                 | Aeropuerto Internacional de Cantón-Baiyun               | Air Serbia / China Southern Airlines                                                      |
| Pekín                  | Aeropuerto Internacional de Pekín-Capital               | Hainan Airlines                                                                           |
| Shanghái               | Aeropuerto Internacional de Shanghái-Pudong             | Air Serbia                                                                                |
| Chipre                 |                                                         |                                                                                           |
| Lárnaca                | Aeropuerto Internacional de Lárnaca                     | Air Serbia / Wizz Air                                                                     |
| Emiratos Árabes Unidos |                                                         |                                                                                           |
| Abu Dabi               | Aeropuerto Internacional de Abu Dabi                    | Wizz Air                                                                                  |
| Dubái                  | Aeropuerto Internacional de Dubái                       | flydubai                                                                                  |
| Israel                 |                                                         |                                                                                           |
| Tel Aviv               | Aeropuerto Internacional Ben Gurión                     | El Al                                                                                     |
| Turquía                |                                                         |                                                                                           |
| Ankara                 | Aeropuerto Internacional Esenboğa                       | Air Serbia (Estacional) / AJet                                                            |
| Esmirna                | Aeropuerto de Esmirna-Adnan Menderes                    | Air Serbia (Estacional) / AJet                                                            |
| Estambul               | Aeropuerto de Estambul                                  | Air Serbia / Turkish Airlines                                                             |
| Estambul               | Aeropuerto Internacional Sabiha Gökçen                  | AJet / Pegasus Airlines                                                                   |
| Europa                 |                                                         |                                                                                           |
| Albania                |                                                         |                                                                                           |
| Tirana                 | Aeropuerto Internacional Madre Teresa                   | Air Serbia                                                                                |
| Alemania               |                                                         |                                                                                           |
| Berlín                 | Aeropuerto de Berlín-Brandeburgo Willy Brandt           | Air Serbia / Wizz Air                                                                     |
| Dortmund               | Aeropuerto de Dortmund                                  | Wizz Air                                                                                  |
| Düsseldorf             | Aeropuerto Internacional de Düsseldorf                  | Air Serbia / Eurowings (Estacional)                                                       |
| Fráncfort del Meno     | Aeropuerto de Fráncfort del Meno                        | Air Serbia / Lufthansa                                                                    |
| Friedrichshafen        | Aeropuerto de Friedrichshafen                           | Wizz Air (Reinicia el 2 de junio de 2025)                                                 |
| Hamburgo               | Aeropuerto de Hamburgo                                  | Air Serbia (Estacional) / Wizz Air                                                        |
| Hannover               | Aeropuerto de Hannover                                  | Air Serbia (Estacional)                                                                   |
| Karlsruhe              | Aeropuerto de Karlsruhe-Baden Baden                     | Wizz Air                                                                                  |
| Memmingen              | Aeropuerto de Memmingen                                 | Wizz Air                                                                                  |
| Múnich                 | Aeropuerto Internacional de Múnich                      | Lufthansa                                                                                 |
| Núremberg              | Aeropuerto de Núremberg                                 | Air Serbia                                                                                |
| Stuttgart              | Aeropuerto de Stuttgart                                 | Air Serbia                                                                                |
| Austria                |                                                         |                                                                                           |
| Salzburgo              | Aeropuerto de Salzburgo                                 | Air Serbia                                                                                |
| Viena                  | Aeropuerto de Viena-Schwechat                           | Air Serbia / Austrian Airlines                                                            |
| Bélgica                |                                                         |                                                                                           |
| Bruselas               | Aeropuerto de Bruselas-National                         | Air Serbia                                                                                |
| Bosnia y Herzegovina   |                                                         |                                                                                           |
| Bania Luka             | Aeropuerto Internacional de Bania Luka                  | Air Serbia                                                                                |
| Mostar                 | Aeropuerto de Mostar                                    | Air Serbia                                                                                |
| Sarajevo               | Aeropuerto Internacional de Sarajevo                    | Air Serbia                                                                                |
| Bulgaria               |                                                         |                                                                                           |
| Sofía                  | Aeropuerto de Sofía                                     | Air Serbia                                                                                |
| Varna                  | Aeropuerto de Varna                                     | Air Serbia (Estacional)                                                                   |
| Croacia                |                                                         |                                                                                           |
| Dubrovnik              | Aeropuerto de Dubrovnik                                 | Air Serbia (Estacional)                                                                   |
| Pula                   | Aeropuerto de Pula                                      | Air Serbia (Estacional)                                                                   |
| Rijeka                 | Aeropuerto de Rijeka                                    | Air Serbia (Estacional)                                                                   |
| Split                  | Aeropuerto de Split                                     | Air Serbia (Estacional)                                                                   |
| Zadar                  | Aeropuerto de Zara                                      | Air Serbia (Estacional)                                                                   |
| Zagreb                 | Aeropuerto de Zagreb-Pleso                              | Air Serbia                                                                                |
| Dinamarca              |                                                         |                                                                                           |
| Copenhague             | Aeropuerto de Copenhague-Kastrup                        | Air Serbia / Wizz Air                                                                     |
| Eslovenia              |                                                         |                                                                                           |
| Liubliana              | Aeropuerto de Liubliana                                 | Air Serbia                                                                                |
| España                 |                                                         |                                                                                           |
| Alicante               | Aeropuerto de Alicante-Elche Miguel Hernández           | Wizz Air (Inicia el 3 de junio de 2025)                                                   |
| Barcelona              | Aeropuerto de Barcelona-El Prat                         | Air Serbia / Wizz Air                                                                     |
| Madrid                 | Aeropuerto de Madrid Barajas                            | Air Serbia                                                                                |
| Málaga                 | Aeropuerto de Málaga-Costa del Sol                      | Air Serbia                                                                                |
| Palma de Mallorca      | Aeropuerto de Palma de Mallorca                         | Air Serbia (Estacional)                                                                   |
| Valencia               | Aeropuerto de Valencia                                  | Air Serbia                                                                                |
| Francia                |                                                         |                                                                                           |
| Beauvais               | Aeropuerto de Beauvais-Tillé                            | Wizz Air                                                                                  |
| Lyon                   | Aeropuerto de Lyon-Saint Exupery                        | Air Serbia                                                                                |
| Niza                   | Aeropuerto Internacional de Niza-Costa Azul             | Air Serbia / Wizz Air                                                                     |
| París                  | Aeropuerto de París-Charles de Gaulle                   | Air Serbia                                                                                |
| París                  | Aeropuerto de París-Orly                                | Transavia (Estacional) (Inicia el 10 de abril de 2025)                                    |
| Grecia                 |                                                         |                                                                                           |
| Atenas                 | Aeropuerto Internacional de Atenas                      | Aegean Airlines / Air Serbia                                                              |
| Corfú                  | Aeropuerto Internacional de Corfú-Ioannis Kapodistrias  | Air Serbia (Estacional)                                                                   |
| Heraclión              | Aeropuerto Internacional de Heraclión Nikos Kazantzakis | Air Serbia (Estacional) / SkyExpress (Chárter Estacional) / Wizz Air (Estacional)         |
| La Canea               | Aeropuerto Internacional de La Canea                    | Air Serbia (Estacional)                                                                   |
| Miconos                | Aeropuerto Nacional de Míconos                          | Air Serbia (Estacional) (Inicia el 6 de junio de 2025)                                    |
| Rodas                  | Aeropuerto Internacional de Rodas-Diágoras              | Air Serbia (Estacional) / SkyExpress (Chárter Estacional) (Inicia el 16 de junio de 2025) |
| Salónica               | Aeropuerto de Salónica                                  | Air Serbia                                                                                |
| Hungría                |                                                         |                                                                                           |
| Budapest               | Aeropuerto de Budapest-Ferenc Liszt                     | Air Serbia                                                                                |
| Italia                 |                                                         |                                                                                           |
| Alghero                | Aeropuerto de Alghero-Fertilia                          | Air Serbia (Estacional) (Inicia el 10 de junio de 2025)                                   |
| Bari                   | Aeropuerto de Bari-Palese                               | Air Serbia (Estacional)                                                                   |
| Bérgamo                | Aeropuerto de Bérgamo-Orio al Serio                     | Wizz Air                                                                                  |
| Bolonia                | Aeropuerto de Bolonia                                   | Air Serbia                                                                                |
| Catania                | Aeropuerto de Catania-Fontanarossa                      | Air Serbia (Estacional)                                                                   |
| Florencia              | Aeropuerto de Florencia                                 | Air Serbia (Inicia el 17 de abril de 2025)                                                |
| Milán                  | Aeropuerto de Milán-Malpensa                            | Air Serbia                                                                                |
| Nápoles                | Aeropuerto de Nápoles-Capodichino                       | Air Serbia (Estacional)                                                                   |
| Palermo                | Aeropuerto de Palermo-Punta Raisi                       | Air Serbia (Estacional)                                                                   |
| Roma                   | Aeropuerto de Roma-Ciampino                             | Wizz Air                                                                                  |
| Roma                   | Aeropuerto de Roma-Fiumicino                            | Air Serbia                                                                                |
| Venecia                | Aeropuerto Internacional Marco Polo                     | Air Serbia                                                                                |
| Macedonia del Norte    |                                                         |                                                                                           |
| Ohrid                  | Aeropuerto de Ohrid San Pablo Apóstol                   | Air Serbia (Estacional)                                                                   |
| Skopie                 | Aeropuerto de Skopie                                    | Air Serbia                                                                                |
| Malta                  |                                                         |                                                                                           |
| Malta                  | Aeropuerto Internacional de Malta                       | Air Serbia / Wizz Air                                                                     |
| Montenegro             |                                                         |                                                                                           |
| Podgorica              | Aeropuerto de Podgorica                                 | Air Montenegro / Air Serbia                                                               |
| Tivat                  | Aeropuerto de Tivat                                     | Air Montenegro / Air Serbia                                                               |
| Noruega                |                                                         |                                                                                           |
| Oslo                   | Aeropuerto de Oslo-Gardermoen                           | Air Serbia / Norwegian                                                                    |
| Países Bajos           |                                                         |                                                                                           |
| Ámsterdam              | Aeropuerto de Ámsterdam-Schiphol                        | Air Serbia / KLM                                                                          |
| Eindhoven              | Aeropuerto de Eindhoven                                 | Wizz Air                                                                                  |
| Polonia                |                                                         |                                                                                           |
| Cracovia               | Aeropuerto de Cracovia-Juan Pablo II                    | Air Serbia                                                                                |
| Varsovia               | Aeropuerto de Varsovia-Frédéric Chopin                  | LOT Polish Airlines                                                                       |
| Portugal               |                                                         |                                                                                           |
| Lisboa                 | Aeropuerto de Lisboa                                    | Air Serbia / Wizz Air                                                                     |
| Oporto                 | Aeropuerto de Oporto-Francisco Sá Carneiro              | Air Serbia                                                                                |
| Reino Unido            |                                                         |                                                                                           |
| Londres                | Aeropuerto de Londres-Heathrow                          | Air Serbia                                                                                |
| Londres                | Aeropuerto de Londres-Luton                             | Wizz Air                                                                                  |
| República Checa        |                                                         |                                                                                           |
| Praga                  | Aeropuerto de Praga                                     | Air Serbia                                                                                |
| Rumania                |                                                         |                                                                                           |
| Bucarest               | Aeropuerto Internacional de Bucarest-Henri Coandă       | Air Serbia / TAROM                                                                        |
| Rusia                  |                                                         |                                                                                           |
| Kazán                  | Aeropuerto Internacional de Kazán                       | Air Serbia (Inicia el 3 de abril de 2025)                                                 |
| Moscú                  | Aeropuerto Internacional de Moscú-Sheremétievo          | Air Serbia                                                                                |
| Sochi                  | Aeropuerto Internacional de Sochi                       | Air Serbia (Estacional) (Reinicia el 31 de marzo de 2025)                                 |
| San Petersburgo        | Aeropuerto Internacional Púlkovo                        | Air Serbia                                                                                |
| Suecia                 |                                                         |                                                                                           |
| Estocolmo              | Aeropuerto de Estocolmo-Arlanda                         | Air Serbia                                                                                |
| Estocolmo              | Aeropuerto de Estocolmo-Skavsta                         | Wizz Air                                                                                  |
| Gotemburgo             | Aeropuerto de Gotemburgo-Landvetter                     | Air Serbia (Estacional) / Wizz Air                                                        |
| Malmö                  | Aeropuerto de Malmö                                     | Wizz Air                                                                                  |
| Suiza                  |                                                         |                                                                                           |
| Basilea                | Aeropuerto de Basilea-Mulhouse-Friburgo                 | Wizz Air                                                                                  |
| Ginebra                | Aeropuerto Internacional de Ginebra                     | EasyJet                                                                                   |
| Zúrich                 | Aeropuerto Internacional de Zúrich                      | Air Serbia / Swiss                                                                        |

### Cargo
| CityLine Hungary | Budapest            |
| Solinair         | Liubliana, Sarajevo |

### Antiguos usuarios
- Air China (CAAC) (Urumqi, Zúrich)
- Air Afrique (Abiyán)
- Air Srpska (Banja Luka)
- Iraqi Airways (Bagdad)
- KLM (Ámsterdam)
- Libyan Airways (Trípoli)
- Pan American World Airways (Fráncfort del Meno)
- Qantas (Atenas, Karachi, Sídney)
- Royal Jordanian (Amán, Londres-Heathrow)
- Sabena (Bruselas)
- SAS Snowflake (Copenhague, Estocolmo)
- Scandinavian Airlines System (Copenhague)
- Spanair (Barcelona)
- Syrian Arab Airlines (Damasco)
- Uzbekistan Airways (Nueva York-JFK, Taskent)

## Estadísticas
Ver fuente y consulta Wikidata.

## Servicios
La seguridad en el aeropuerto de Belgrado Nikola Tesla ha logrado avances significativos durante el siglo XXI. En 2007, el aeropuerto siguió el ejemplo de la UE y ha introducido nuevas medidas de seguridad que limitan la cantidad de líquidos que pueden ser llevados a bordo de los aeronaves. En abril de 2007 el aeropuerto presentó la última tecnología para la detección de explosivos y estupefacientes. Estas unidades se encuentran en aplicación en el aeropuerto en las aduanas y los puestos fronterizos y otras instalaciones y lugares de interés de la seguridad. 
Cada pasajero de vuelos internacionales o domésticos debe pasar un control de pasaportes y de seguridad antes de entrar en la zona. 
El aeropuerto de Belgrado también cuenta con un servicio de bomberos y de rescate, que en 2007 recibieron certificados reconocidos internacionalmente. Todos los miembros de la unidad de servicio de incendios se sometieron a formación en el International Fire Training Center "Serco" del Reino Unido, lo que ha dado lugar a alabanzas por parte de la IATA y la OACI. [17] 
Desde 2003 la seguridad en los aeropuertos se ha incrementado notablemente. El aeropuerto está protegido por la policía serbia y la escuadra antiterrorista de la policía. En agosto de 2007, se prohibió el aparcamiento junto a la terminal del aeropuerto, debiendo utilizarse el aparcamiento destinado.
Todos los vehículos estacionados en zonas restringidas son retirados por la grúa y multados. [18] A fines de 2007, el aeropuerto será dotado de tecnología procedente de Israel, capaz de controlar un radio de 20 km alrededor de los aeropuertos.

## Zonas comerciales
En 2007 muchos pasajeros expresaron su descontento de la pequeña cantidad de zonas comerciales. Sin embargo, se ha abierto una nueva tienda libre de impuestos a finales de 2006, en la Terminal 2, que sustituye a la antigua 1. La nueva tienda libre de impuestos ahora vende libre de impuestos artículos como los cigarrillos, el alcohol y los perfumes. El aeropuerto también introdujo nuevos puestos de venta de periódicos y una tienda de música. Todas las zonas libres de impuestos desde 2006 han sido propiedad de la empresa "Dufry" y están introduciendo progresivamente nuevas zonas comerciales en el aeropuerto, pero el contrato se dio por terminado en septiembre de 2007 por el aeropuerto. Recientemente, la tienda "Moda esquina", abrió su tienda en el aeropuerto. También hay tiendas independientes de las puertas de salida que venden una variedad recuerdos de Serbia.
En 2007, la "Organización de Turismo de Serbia" en la zona de llegadas internacionales de la Terminal 2 abrió una mesa de información. Esta característica se ha introducido para promover el turismo a los extranjeros que entran en el país.  
El aeropuerto cuenta con un total de 2 restaurantes, 2 salones, 5 bares/cafés, un total de 13 tiendas, 4 oficinas bancarias y una oficina de correos.

## VIP
Hay una exclusiva sala vip en el aeropuerto. Fue construida entre 2004 y 2006, en la reconstrucción de la Terminal 2. Este salón suele ser utilizado por personas importantes como deportistas, cantantes, políticos o actores. La sala vip se compone de tres partes: una para el ocio, otra para la televisión y conferencias de prensa y una suite presidencial. El salón tiene una superficie total de 500m ².

## Accesibilidad

### En automóvil
El Aeropuerto de Belgrado-Nikola Tesla está conectado a la carretera entre Belgrado y Zagreb (S - 70). De las partes del suroeste de Belgrado, como Železnik, Sremčica o Obrenovac, o si el destino final es el oeste de Serbia, los viajeros deben tomar la salida de Zagreb y, a continuación, a sólo 2 km desde el aeropuerto a otro turno Obrenovac que lleva hacia el recién construido puente sobre el río Sava. Para todos los demás destinos el viajero debe dirigirse hacia Belgrado, justo antes de entrar en la ciudad, los viajeros deben tomar la salida Vojvodina-Novi Sad de la autopista E - 75. El trayecto en automóvil desde el aeropuerto hasta el centro de Belgrado dura unos 20 minutos. El límite de velocidad en este tramo de autopista es de 80 km/h. 
Existen numerosas agencias de alquiler de coches en servicio en la Sala de Llegadas del aeropuerto. Los precios están justo por encima de la media europea. La mayoría de los automóviles tienen transmisiones manuales.

### Autobuses
| Servicio | Destino (Llegadas del aeropuerto) | Operador                           |
| -------- | --------------------------------- | ---------------------------------- |
| Línea А1 | Plaza Slavija                     | GSP Transporte Público de Belgrado |
| Línea 72 | Zeleni Venac                      | GSP Transporte Público de Belgrado |

Un minibús, el número A1, está disponible desde el aeropuerto hasta de Plaza Slavija en el centro de Belgrado (en la parte delantera del Hotel Slavija, pasando por la Estación Central de trenes, la Plaza Fontana y, por último, llegada al Aeropuerto de Belgrado-Nikola Tesla. Los mini autobuses son modernos y están perfectamente equipados, y son por lo general muy rápidos en comparación con otros transportes públicos. La tarifa es de 250 RSD (~ € 2,5). 
GSP, la empresa de transporte público de Belgrado, mantiene un servicio regular al aeropuerto: la línea de la estación de Zeleni Venac, situada en el centro de la ciudad. El primer autobús hacia el aeropuerto desde Zeleni Venac sale a 04.45 de la mañana, y el último a las 11.40 todos los días. El primer autobús desde el aeropuerto hasta Zeleni Venac sale a 5.15 por la mañana y el último a las 12:00 diariamente. El coste es de 145 RSD (~ € 1,45). 
Para obtener más información acerca de las paradas de autobús en esta ruta se puede visitar el sitio web oficial del transporte público de Belgrado .

### Taxi
La tarifa del servicio de taxi desde el aeropuerto hasta la ciudad tiene una tasa fija de 700 RSD (9 €). El tiempo de viaje al centro de la ciudad es de aproximadamente de 20 minutos. 
El uso de los servicios de taxi para los destinos fuera de la zona metropolitana de Belgrado suele ser limitado, ya que los precios son excesivamente elevados. Todos los taxistas con licencia tienen una tarjeta de identificación, con la matrícula, un número de serie, y el Escudo de Belgrado que aparece en el techo.